# رافع العيساوي
رافع العيساوي (مواليد عام 1966 الفلوجة، محافظة الأنبار) هو رجل سياسة عراقي شغل منصب نائب رئيس الوزراء. تولى أيضًا منصب وزير دولة للشؤون الخارجية (2006-2007) ومنصب وزير للمالية (2010-2013).
قدم استقالته من منصب وزير المالية في مارس 2013 احتجاجًا على سياسيات رئيس الوزراء نوري المالكي، وبعدها غادر إلى إقليم كردستان العراق ثم إلى خارج البلاد. سلم نفسه للقضاء في 17 يونيو 2020. وبعدها أعلن مجلس القضاء الأعلى في 30 يونيو 2020 برأته من تهم الإرهاب التي كان حُكم عليه فيها بالإعدام غيابيًا. وسُتعاد محاكمته في قضايا فساد إداري كان قد صدر عليه فيها أحكام غيابية.

## الوظائف والنشاطات
1. خريج كلية الطب جامعة بغداد العام الدراسي (1989-1990)
2.طبيب في مستشفيات وزارة الصحة للمدة (1990-1998)
3. اختصاصي جراحة العظام والكسور جامعة البصرة (1999)
4. مدير مستشفى الفلوجة العام (2003-2004)
5. مدير عام صحة محافظة الأنبار (2004-2005)
6. عضو مجلس النواب العراقي عن جبهة التوافق العراقية (15/12/ 2005)
7. وزير الدولة للشؤون الخارجية (مايس 2006-تموز 2007)
8.في (23/7/2008) تسلم الدكتور رافع العيساوي مهامه كنائب رئيس وزراء جمهورية العراق.
9.في (21/12/2010) منح البرلمان العراقي الثقة للحكومة الجديدة وتولى الدكتور رافع العيساوي حقيبة وزارة المالية.